# 遗传漂变

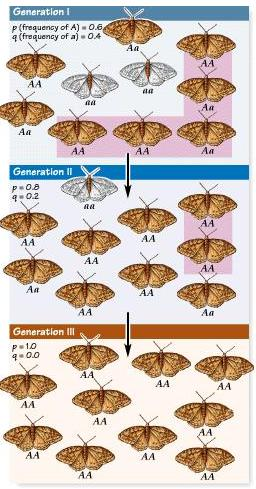
某個蝴蝶族群有穩定的10隻個體。由於某些原因，第一世代只有在框中的5隻個體繁衍出後代。又由於偶然的原因，第二世代只有框中的2隻個體留下後代。等位基因a在第三世代從族群中消失。

遗传漂变（又称基因漂变、基因漂移）是指种群中基因库在代际发生随机改变的一种现象。由于任何一个个体的生存与繁殖都受到随机因素的影响，繁殖过程可視作一种抽样，子代携带的等位基因即是对亲代抽取的一种样本。这一过程中的抽样误差使子代中的等位基因频率与亲代并不相等，尤其是在小种群中。遗传漂变可能改变某一等位基因的频率，甚至致其完全消失，进而降低种群的遗传多样性。一般情况下，种群的生物个体的数量越少，遗传漂变的效应就越强。遗传漂变是生物进化的关键机制之一。
遗传漂变的概念由种群遗传学的奠基人之一休厄尔·赖特在20世纪30年代首次提出。日本科学家木村资生于50年代起，进一步将漂变理论发展完善，并以此为基础提出了中性进化理论。进化生物学界曾对遗传漂变在进化中的作用进行过多次激烈的讨论。20世纪后半叶以来，随着现代进化综论的确立，遗传漂变的重要性逐渐得到了普遍认同。

## 概念

### 概念模型
为解释遗传漂变，可用瓶子中的20个小球来代表某种群及其20个初始个体。其中半数小球是红色，半数是蓝色，代表种群中的两种等位基因。每一代的生物体都随机繁殖。模拟繁殖的方法是从第一瓶中随机选取一个小球，并在第二个瓶中投入一个同色球，直到装满20个新球为止。第二个瓶子表示种群的第二代个体。相比上一代，由小球数量表示的等位基因频率通常会发生改变，除非瓶中恰好有10个红色、10个蓝色球。
重复几次，以随机“繁殖”每一代的小球。每一代中取到的红球、蓝球的累计数目都会上下浮动，有时红球多些，有时相反。这正是遗传漂变——由代际等位基因分布的随机改变所导致的基因频率变化。
若在某一代，选取的所有小球都是同一颜色，那么这一等位基因就被固定，另一等位基因则永久丢失，而接下来的所有后代都将携带同一种等位基因。在较小的种群中，某一等位基因可能在几代之内就被固定下来。

此次模拟中，“蓝色”等位基因在五代后被固定。

### 随机抽样与二项分布
设想一个带有A，a两种等位基因的，足够大的种群。两种等位基因都是中性的，不影响生物体生存、繁殖。其频率均为1/2，而基因型频率分别为Aa=1/2，AA=1/4，aa=1/4。假定出于某种环境因素，有4个个体迁移出去，形成了一个小而孤立的新种群。虽然这4个个体的选择完全随机，但是新种群中A、a的基因频率很可能不再是1/2。不仅如此，它们有1/256的概率全带有aa基因型。4个个体还对应着8个配子；每个配子都带有A、a之一。于是，新种群的基因构成有9种可能，且满足二项分布。
对于任何一个有限大的种群，以上的推算都成立。如果种群大小为N且在繁殖前后保持不变，对于一个频率为p的等位基因A，由二项分布可以确定它在下一代的频率期望仍为p。然而，A的频率将会出现上下浮动，还存在着在下一代消失的可能性，且基因频率越低，被丢弃的概率就越高。经过足够多代以后，该种群必然出现全部个体都为某一等位基因纯合子的情形。

### 溯祖理论
漂变趋向于固定某一个等位基因，降低遗传多样性。类似地，漂变也趋向于灭绝大多数品系，同时使得一部分个体的后代占比越来越高。如果没有其他因素干扰，最终某一基因的全部拷贝将来源于某代祖先的同一个等位基因，因为经过足够长的时间，其他株系都已消失。
一个例子是人类的“线粒体夏娃”，也即当前所有人类的母系共同祖先。线粒体夏娃的存在，并不意味着当时只存在唯一一个人类女性个体，而是表明同时期其他人类女性的线粒体基因都未延续至今。

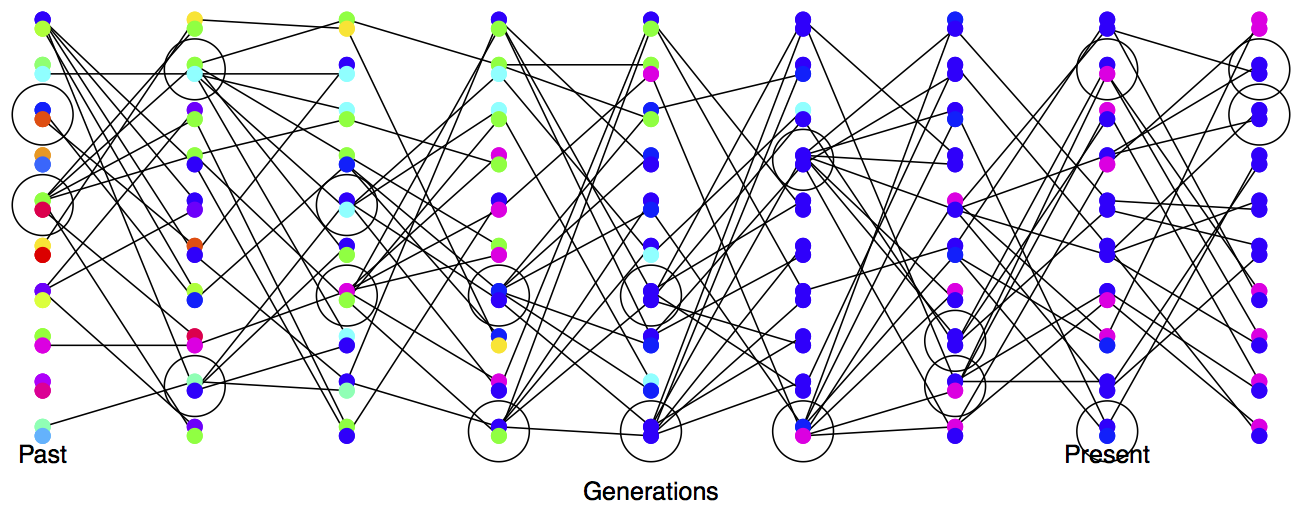
随机性的繁殖将逐渐降低杂合度。

## 数学模型
在理想种群中，遗传漂变的数学模型可用分支过程或扩散方程来设计，来描述等位基因频率的变化。

### 赖特-费舍尔模型
考虑某两种等位基因A和B。在含有N个个体的二倍体种群中，该基因的数目为2N。种群中的一个个体可能含有同一等位基因的两个拷贝，或两个等位基因皆有。设其中一个等位基因频率为p，另一为q。赖特-费舍尔模型假定代际不重叠（例如一年生植物），并且下一代中该基因的每一个拷贝都是从上一代随机独立抽取的。频率为p的等位基因在下一代中具有拷贝数k的概率是：
{\displaystyle {\frac {(2N)!}{k!(2N-k)!}}p^{k}q^{2N-k}}
式中"!"表示阶乘。此式也可用二项式系数表述为
{\displaystyle {2N \choose k}p^{k}q^{2N-k}} 
由此，利用扩散方程，赖特-费舍尔模型可表述为
{\displaystyle {\frac {\partial }{\partial t}}\phi (p,t)={\frac {1}{4N}}{\frac {\partial ^{2}}{\partial p^{2}}}[p(1-p)\phi (p,t)]}
式中，p为基因频率，t为以N为单位的时间，φ(p,t)表示在时刻t，基因频率p的分布。

### 莫兰模型
莫兰过程假定代际存在重叠，以某个体繁殖，另一个体死亡为一个步骤。因此，在这一过程中，一种等位基因的拷贝数可以增加1、减少1，或保持不变。莫兰过程的转移矩阵是三对角的，它的解相对赖特-费舍尔过程较为简单。不过，在计算机模拟中，赖特-费舍尔过程更为简便，因为需要的步骤更少。莫兰模型中的一代为N个上述步骤，N为有效種群大小。与赖特-费舍尔模型相比，莫兰模型的计算结果相似，但漂变速率是前者的两倍。

### 有效种群大小
上述模型均假定繁殖是随机过程，也即对每个个体等概率。自然条件下，繁殖并非完全随机。例如在一些动物种群中，少数占支配地位的雄性可以与所有雌性交配，其他地位较低的雄性没有交配的机会。从漂变的角度来看，这一种群大致等效于一个更小的理想种群。除此之外，近亲繁殖、生命周期、遗传连锁等因素也会对产生后代的随机性造成影响，这就需要用有效种群大小来代替实际种群大小。在同一种群内，不同基因对应的有效种群大小也可能略有不同。
对任一实际种群，有效种群大小是指漂变速率与之相等的理想种群的大小。有效种群大小通常小于实际种群大小，主要影响因素包括：
- 种群中不同个体的后代数目存在差异，将降低有效种群大小。除上文提到的例子外，自然选择也能使种群中各个体产生的后代数出现不同。
- 对于有性繁殖的生物，非1:1的性别比将降低种群大小。
- 种群中有时存在近亲繁殖的倾向。在代际重叠的情况下，子代还可能和亲代交配，而它们往往携带相同的基因。
- 当种群数量上下浮动时，有效种群大小通常接近各代种群数量的调和平均值，低于其算术平均值。[16][17]

实际计算中，若将有效种群大小看作具有相同等位基因频率方差的理想种群的大小，则有方差有效种群大小
{\displaystyle N_{e}^{(v)}={\frac {4N_{t}-m_{k}}{2(1+V_{k}/m_{k})}}}
若看作具有相同近交系数改变量的理想种群大小，则有近交有效种群大小
{\displaystyle N_{e}^{(i)}={\frac {N_{t-1}m_{k}-1}{m_{k}-1+V_{k}/m_{k}}}}
其中，Nt, Nt-1为当前代与先前代的个体数。mk是亲代个体的平均后代数量。Vk是后代数的方差。两式得到的结果相近。

## 与基因的固定
根据哈代-温伯格定律，对于足够大的种群，在不发生基因流动、突变和选择的情况下，等位基因频率将在代际保持不变。然而，在有限大小的种群中，等位基因传给下一代的过程是一种随机抽样，可能导致现存等位基因频率改变，甚至消失。因而，随时间推移，遗传漂变趋向于降低种群的基因多样性。当某一等位基因频率达到100%时，这一基因就被固定，而其他等位基因则消失。种群越小，这一过程就进行得就越快。

### 引起的等位基因频率改变

对一种频率为0.5的等位基因，分别以三种不同大小、同步繁殖的种群为背景进行10次模拟。50代后，仅在最小的种群中出现了等位基因的固定或丢失。

只考虑漂变的作用。设两种等位基因的起始频率分别为p和q。在t代后，等位基因频率的方差是
{\displaystyle V_{t}\approx pq\left(1-\exp \left(-{\frac {t}{2N_{e}}}\right)\right)}

### 达到固定或丢失的时间
不计其他因素的影响，在任意时刻，一种等位基因被固定的可能性与该等位基因的频率相等。若存在A、a两种等位基因，其频率分别为75%、25%，则两种等位基因被固定的概率也分别为75%、25%。
同时，固定所需的平均代数与有效种群大小成正比。可见小种群中固定发生得更快。
根据赖特-费舍尔模型，对于给定的种群大小和基因频率，某一等位基因被漂变固定所需的平均时间是
{\displaystyle {\bar {T}}_{\text{fixed}}={\frac {-4N_{e}(1-p)\ln(1-p)}{p}}}
其中，T表示经历的代数，Ne是有效种群大小，p是初始基因频率。

中性基因通过漂变作用丢失的平均时间是
{\displaystyle {\bar {T}}_{\text{lost}}={\frac {-4N_{e}p}{1-p}}\ln p.}
对于首次出现的突变，以上两式可简化为
{\displaystyle {\bar {T}}_{\text{fixed}}=4N_{e}}
{\displaystyle {\bar {T}}_{\text{lost}}=2\left({\frac {N_{e}}{N}}\right)\ln(2N)}

### 考虑突变的情形
突变也会影响等位基因丢失所需的时间。如果某等位基因起初已在种群中固定，突变率为m，则在单倍体种群中，平均丢失时间是
{\displaystyle {\bar {T}}_{\text{lost}}\approx {\begin{cases}{\frac {1}{m}},{\text{ if }}mN_{e}\ll 1\\{\frac {\ln {(mN_{e})}+\gamma }{m}}{\text{ if }}mN_{e}\gg 1\end{cases}}}
{\displaystyle \gamma }是欧拉常数。第一种近似表示第一种得到固定的突变出现所需的平均时间，此时Ne<<1/m。第二种近似是突变率较高的情形，此时突变的累积导致初始等位基因丢失。

## 与自然选择
在自然种群中，遗传漂变与自然选择、突变、迁移等总是共同作用。自然选择是定向的，选择驱动的进化总是倾向于保留可遗传的适应性变异。漂变则是随机的，仅受概率决定。 因此，漂变直接作用于种群的基因型频率，与表现型无关。相比之下，选择倾向于那些能够适应环境的表型，不利于不能适应环境的表型，同时忽视中性变异。选择是间接地作用于基因型频率。
根据大数定理，在等位基因拷贝数较小时，例如在小种群中，漂变的强度更高。因此，遗传漂变等的非适应性进化途径在小种群有着尤为明显的作用 。漂变的强度直接受有效种群大小控制，进而与实际种群大小相关 。与受选择的基因的连锁可以大幅降低一个中性基因的有效种群大小，从而扩大漂变的作用。邻近同源重组位点则可以减弱连锁效应，从而降低漂变的影响。 因此，与重组位点的距离与遗传多样性表现出相关关系，基因密度与非编码DNA区段的多样性也是相关的。 与受选择的基因连锁导致的随机性与抽样误差是不同的，这种效应有时又称为搭载。
当等位基因频率很低时，漂变的影响在较大种群中也可能超过选择。例如，不利突变通常被选择迅速清除，然而有利的新突变也极有可能经遗传漂变而丢失。直到有利突变已经积累达一定比例之后，漂变才能完全让位于选择。
对于中性等位基因，漂变的作用使得杂合度平均以每代1/2Ne的速率降低，而选择的存在可部分地逆转这一过程，达到漂变-选择平衡。选择中性变异被漂变作用固定的概率为1/2Ne，而选择优势变异在选择作用下固定的概率是2s，其中s为选择系数。因此，1/Ne与s的相对大小反映了选择与漂变的相对强弱。当4Nes<<1时，漂变起主导作用；4Nes>>1时，选择起主导作用。
另一种判断方式是，如果各基因型后代数目的方差远大于赖特-费舍尔模型中的二项分布所对应的，在漂变速率相等的情况下，漂变的作用就将小于选择的作用。 即使方差相同，若高阶矩超过二项分布的，则漂变的作用仍会大为减弱。
综合考虑漂变与选择，在有限大小的种群中，一个具有选择优势s，频率为p的等位基因被固定的概率是
{\displaystyle P_{\text{fixation}}={\frac {1-\exp(-4N_{e}sp)}{1-\exp(-4N_{e}s)}}}

## 种群瓶颈

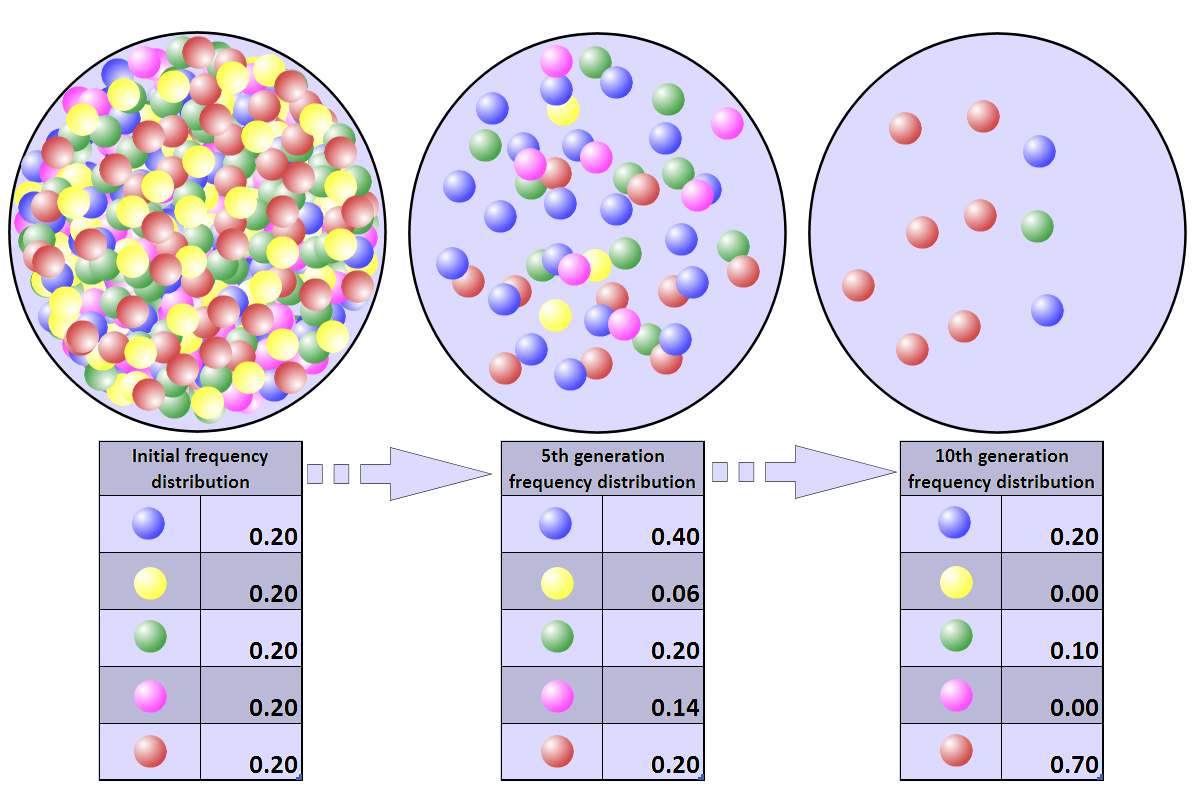
种群瓶颈后等位基因频率的改变：种群大小的急剧缩减导致遗传多样性的降低。

种群瓶颈是指受环境影响，种群数量在短期内急剧缩小的一段时期。种群瓶颈出现时，种群中任一成员的生存与否都是随机决定的，遗传优势影响很小。漂变的效应大幅增强，不依赖于选择即可造成等位基因频率的迅速改变。
种群瓶颈的影响可能是持续性的，即使这一瓶颈是自然灾害等短期环境变化所致。在一次种群瓶颈后，近亲繁育增加，近交弱势积累了大量有害变异。这些突变中最不利的被选择清除，然而一同清除的还有与之连锁遗传的基因。对于隐性遗传的有害基因，遗传清除作用被种群瓶颈加强，使遗传多样性进一步降低。此外，如果种群大小受到持续压制，在漂变作用下，等位基因频率的上下浮动将在随后的若干代中使得部分等位基因逐渐丢失。
在种群瓶颈之后，遗传多样性可能会大幅降低，先前基因库中的适应性变异也可能消失。 因为应对环境压力需要足够的基因多样性作为选择的基础，多样性的丧失将使存活下来的种群对新的选择压力，包括疾病、气候变化、食物来源变化等，缺乏抵抗能力。
近期就有许多已知的种群瓶颈案例。一个例子是传统上分布于东亚的朱鹮。1981年，野生朱鹮仅存7只。目前，虽然这一物种已经成功繁育到2000多只，但其遗传多样性极低，因此对于传染病、极端环境等不利环境因素抵抗力不足。长期近亲繁殖亦导致疾病等诸多问题。
过度捕猎也常导致种群瓶颈现象。在19世纪末，北象海豹的数量曾因捕猎而大幅减少。如今，尽管这一物种已经恢复为无危，其遗传多样性相比南象海豹仍然很低。

### 奠基者效应

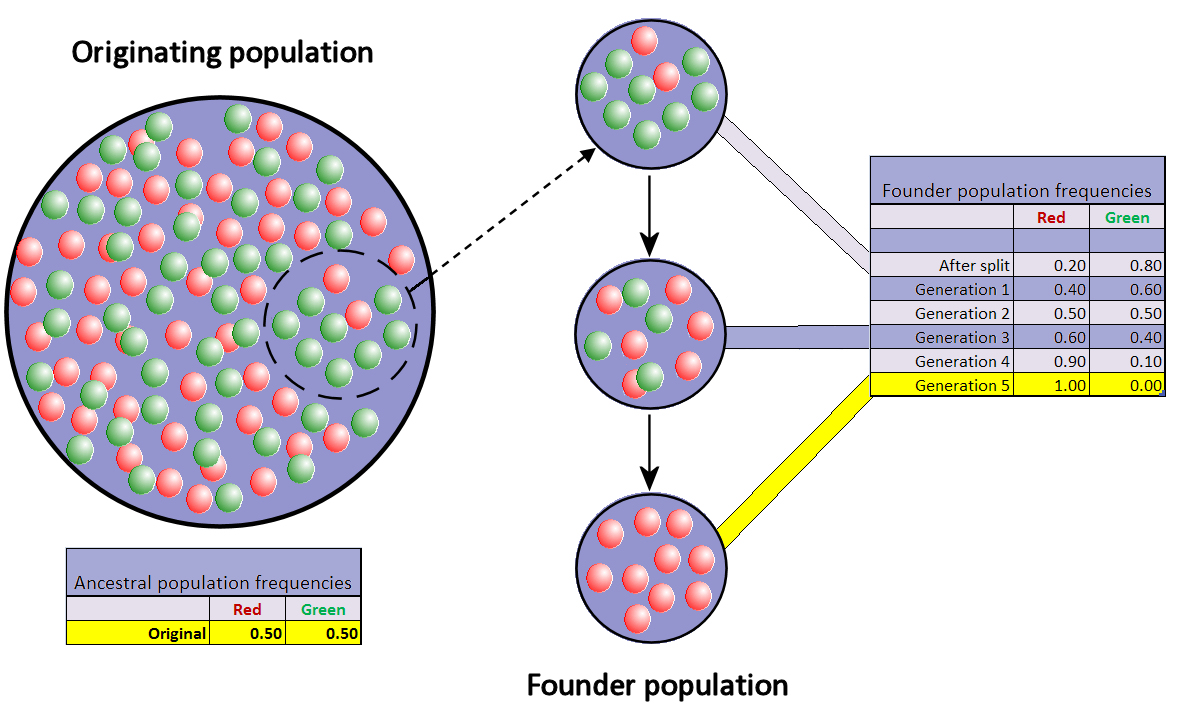
奠基者效应发生在种群中很小一部分成员迁移出去，建立一个独立的新种群时。新种群建立后一段时间内会发生剧烈的基因漂变。在图中，这导致“红色”等位基因被固定。

如果种群中的一小部分与其他成员分开，独立形成一个新群体，则这一现象称为奠基者效应，是种群瓶颈的一种特例。有时，新种群中的基因拷贝数甚至可能不及原种群中等位基因的数目，这就使得新群体不可能具备足够的代表性。当新建立的群体很小时，它的奠基者可能对未来种群的遗传组成具有持久的影响。例如，1744年阿米什人迁移至宾夕法尼亚。新殖民地的两个成员带有埃利伟氏症候群的致病基因。现在，这一疾病在阿米什人中远比一般人群中常见。
初始种群中的基因频率差异可能导致新旧两个群体在若干代以后出现显著的遗传分化。受漂变影响，遗传距离可能逐渐增加，两个隔离的种群在基因型和表现型上随之出现差异，其中自然选择、基因流、突变等其他因素亦有部分作用。新种群中，基因频率有迅速改变的潜在可能。由此，奠基者效应，推而广之，基因漂变，已被多数学者认为是物种形成的过程中的一种主要力量。休厄尔·赖特，通过他的转移平衡理论，最先将这一重要作用归于随机漂变和新孤立种群。在赖特之后，恩斯特·迈尔进一步建立了多种模型，以证明与奠基者效应相伴的小种群和遗传多样性的减退对新物种发生具有关键的作用。然而，重复的后续实验验证并未得到有说服力的结论，目前学界对这一理论的支持大不如从前。

## 历史
种群遗传学的奠基人之一，休厄尔·赖特于1929年首先提出了漂变的概念，并于1931年首次清晰地描述了漂变的过程。 起初，赖特用 drift 一词指代等位基因频率的一切变化，如选择造成“稳定漂变”（steady drift），抽样误差造成“随机漂变”（random drift）。后者逐渐又得名为“赖特效应”。最终，“漂变”（drift）的含义确定为基因频率的随机改变。目前，“漂变”的适用范围通常更为狭窄，仅用以指代取样误差造成的改变，也就是現代指基因漂變（genetic drift）乃是實際抽樣與真實機率的差異（而這個效應在小族群尤為明顯），而非環境因素或天擇因素所造成。赖特曾认为随机抽样误差与近亲繁殖造成的遗传漂变是等同的，不过后续工作已证明两者并不相同。
在现代进化综论发展的早期，将新学科种群遗传学与达尔文自然选择理论融合的工作刚刚开始。这一时期，赖特的研究集中于小而孤立的种群中近亲繁殖的影响。赖特引入了适合度景观的概念。其中，杂交与漂变-选择的共同作用一起，可使种群从一个适应峰移到另一个。 那时他认为小种群更适合进行自然选择，因为“近亲繁殖足以经由随机漂变创造新的基因组合系统，但其强度尚不足以导致非适应性的随机基因固定”。
赖特的观点一开始就遭致许多批评。最激烈、有力的反对者之一是罗纳德·费舍尔，他认为随机漂变的作用是无关紧要的。费舍尔认为，生命体复杂性逐渐增加的唯一可行的解释，就是进化是一个漫长、稳定的适应性过程。两种观点之间的矛盾一直持续存在。
1968年，木村资生提出分子进化的中性理论，关于漂变作用的争论随之重启。根据这一理论，分子水平上的进化过程，以及物种间差异主要由中性突变的积累造成，并非自然选择，这表明漂变在进化过程中发挥了主要作用。此前的1966年，研究发现酶的大量位点上存在多态性，但自然选择理论对此无法解释。1968年，木村计算了多种蛋白中氨基酸序列的演化速率，得出的结果是不同品系中一种蛋白的进化速率大致相等。由此，他认为这一现象表明在分子层次上，进化性的变化主要由漂变和突变引起，因而正式提出了中性理论。木村及其他分子生物学、种群遗传学学者在随后的数十年中逐渐发展、完善了这一理论。当今的进化生物学一般认为漂变与选择在进化过程中均起到主要的作用，而确定这些效应对进化的贡献是分子种群遗传学的主要研究领域之一。

## 延伸阅读
- Avers, Charlotte J. . New York: Oxford University Press. 1989. ISBN 0-19-505275-7.
- Barton, Nicholas H.; Briggs, Derek E.G.; Eisen, Jonathan A.; Goldstein, David B.; Patel, Nipam H. . Cold Spring Harbor, NY: Cold Spring Harbor Laboratory Press. 2007. ISBN 978-0-87969-684-9.
- Campbell, Neil A. . Benjamin/Cummings Series in the Life Sciences 4th. Menlo Park, CA: Benjamin/Cummings Pub. Co. 1996. ISBN 0-8053-1940-9.
- Cavalli-Sforza, L. Luca; Menozzi, Paolo; Piazza, Alberto.  Abridged paperback. Princeton, N.J.: Princeton University Press. 1996. ISBN 0-691-02905-9. OCLC 35527063.
- Ewens, Warren J. . Interdisciplinary Applied Mathematics 27 2nd. New York: Springer-Verlag. 2004. ISBN 0-387-20191-2.
- Freeman, Scott; Herron, Jon C.  4th. Upper Saddle River, NJ: Pearson Prentice Hall. 2007. ISBN 978-0-13-227584-2.
- Futuyma, Douglas.  3rd. Sunderland, MA: Sinauer Associates. 1998. ISBN 0-87893-189-9.
- Golding, Brian (编). . New York: Chapman & Hall. 1994. ISBN 0-412-05391-8.
- Hamilton, Matthew B. . Chichester: John Wiley & Sons, Ltd. 2009. ISBN 978-1-4051-3277-0.
- Hartl, Daniel L.; Clark, Andrew G.  4th. Sunderland, MA: Sinauer Associates. 2007. ISBN 978-0-87893-308-2.
- Hedrick, Philip W.  3rd. Boston, MA: Jones and Bartlett Publishers. 2005. ISBN 0-7637-4772-6.
- Hey, Jody; Fitch, Walter M.; Ayala, Francisco J. (编). . Washington, D.C.: National Academies Press. 2005. ISBN 978-0-309-09536-5.
- Howard, Daniel J.; Berlocher, Steward H. (编). . New York: Oxford University Press. 1998. ISBN 978-0-19-510901-6.
- Kimura, Motoo; Ohta, Tomoko. . Monographs in Population Biology 4. Princeton, NJ: Princeton University Press. 1971. ISBN 0-691-08096-8.
- Larson, Edward J. . Modern Library Chronicles 17. New York: Modern Library. 2004. ISBN 0-679-64288-9.
- Li, Wen-Hsiung; Graur, Dan. . Sunderland, MA: Sinauer Associates. 1991. ISBN 0-87893-452-9.
- Lynch, Michael. . Sunderland, MA: Sinauer Associates. 2007. ISBN 978-0-87893-484-3.
- Miller, Geoffrey. . New York: Doubleday. 2000. ISBN 0-385-49516-1.
- Sadava, David; Heller, H. Craig; Orians, Gordon H.; Purves, William K.; Hillis, David M. . II: Evolution, Diversity and Ecology 8th. Sunderland, MA; Gordonsville, VA: Sinauer Associates; W. H. Freeman and Company. 2008. ISBN 978-0-7167-7674-1.
- Stevenson, Joan C. . Reference Sources for the Social Sciences and Humanities 10. Westport, CT: Greenwood Press. 1991. ISBN 0-313-24756-0.
- Tian, Jianjun Paul. . Lecture Notes in Mathematics 1921. Berlin; New York: Springer. 2008. ISBN 978-3-540-74283-8. doi:10.1007/978-3-540-74284-5.
- Wolf, Jason B.; Brodie, Edmund D., III; Wade, Michael J. (编). . Oxford, UK; New York: Oxford University Press. 2000. ISBN 0-19-512806-0.
- Zimmer, Carl. . Introduction by Stephen Jay Gould; foreword by Richard Hutton 1st. New York: HarperCollins. 2001. ISBN 0-06-019906-7.